# Björn Waldegård
Björn Waldegård (Solna, 12 novembre 1943 – 29 agosto 2014) è stato un pilota di rally svedese, vincitore del primo Campionato Mondiale Rally nel 1979.

## Carriera da pilota
Waldegård debuttò nel 1962 per iniziare una carriera che durerà trent'anni. Dopo aver vinto il Campionato Svedese Rally nel 1967/68, ha continuato a competere al massimo livello fino al 1992 quando la rottura di un braccio subita nel corso di un incidente nel 1992 al Safari lo costrinse al pensionamento. La sua prima vittoria internazionale, al volante di una Porsche 911, avvenne nel Rally di Monte Carlo del 1969, mentre l'ultima fu con la Toyota Celica al Safari del 1990.
Lo svedese detiene il record del vincitore più anziano di un rally valido per il campionato mondiale (Safari '90) nonché una curiosa unicità: aver vinto rallies di importanza mondiale in 4 decenni diversi.
A metà degli anni '70 ha preso parte nel neonato Campionato Europeo di Rallycross con una Porsche Carrera RSR privata.
L'Alitalia, squadra Lancia degli anni settanta affiancò Waldegård al primo pilota della scuderia, l'italiano Sandro Munari. Waldegård e Munari furono testa a testa nel Rally di Sanremo 1976; Waldegård aveva un vantaggio di quattro secondi su Munari. Dopo aver perso i 4 secondi Waldegård, tuttavia, emerse come vincitore recuperando ancora quattro secondi, dopo aver trasgredito gli ordini squadra e superato Munari. Dopo questo sinistro alla Lancia lo svedese passò alla Ford per la fine del 1976.

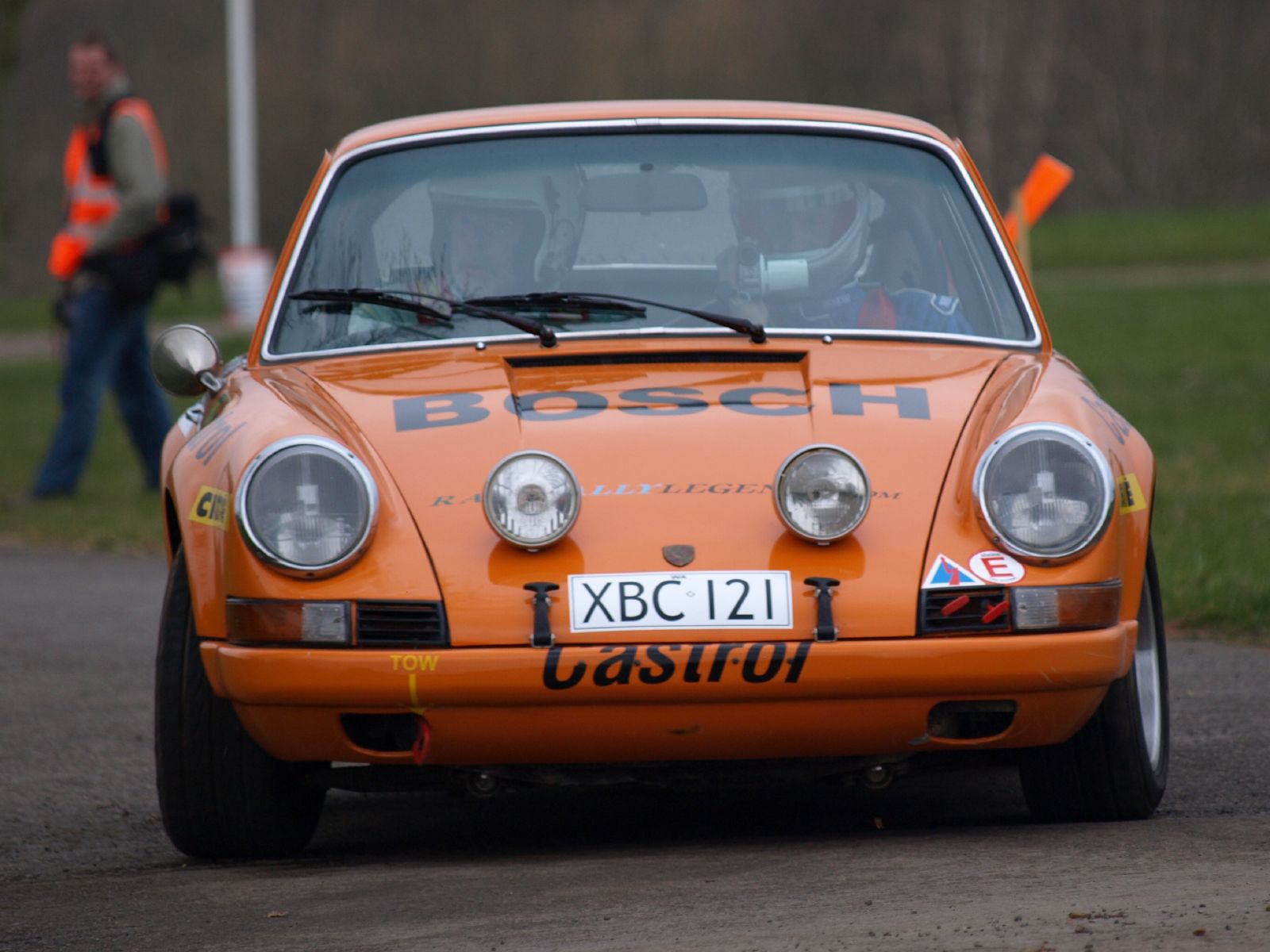
Porsche 911S Coupé guidata da Waldegård nella vittoria del campionato rally 1970

Alla guida della Ford Escort RS1800, Waldegård vinse tre rally nel 1977, l'East African Safari Rally, il Rally dell'Acropoli, e il RAC Rally.
Egli fu poi vincitore del campionato mondiale di rally inaugurale della stagione nel 1979 per la Ford e la Mercedes-Benz, riuscì a battere Hannu Mikkola grazie al 2º posto finale al Rally della Costa d'Avorio proprio dietro il suo rivale.
Nel settembre 2008, Waldegård ha preso parte al Colin McRae Forest Stages, la gara a cui hanno preso parte gli ex-campioni del mondo in memoria di McRae, morto nel 2007. In questa manifestazione Björn ha guidato una Porsche 911.
Björn Waldegård è morto il 29 agosto 2014 di cancro all'età di 70.

## Titoli vinti
| Stagione | Campionato                 | Auto                            |
| -------- | -------------------------- | ------------------------------- |
| 1979     | Campionato del mondo rally | Ford Escort (Mk2)/Mercedes W107 |

## Palmarès
| #       | Rally                        | Stagione | Co-pilota        | Auto                          |
| ------- | ---------------------------- | -------- | ---------------- | ----------------------------- |
| Oro     | WRC Safari Rally             | 1990     | Fred Gallagher   | Toyota Celica GT-Four (ST165) |
| Bronzo  | WRC Rally of Great Britain   | 1988     | Fred Gallagher   | Toyota Celica GT-Four (ST165) |
| Oro     | WRC Swedish Rally            | 1986     | Fred Gallagher   | Toyota Celica TCT (RA63)      |
| Oro     | WRC Safari Rally             | 1986     | Fred Gallagher   | Toyota Celica TCT (RA63)      |
| Oro     | WRC Bandama Rallye           |          |                  | Toyota Celica TCT (RA63)      |
| Argento | WRC Safari Rally             | 1985     | Hans Thorszelius | Toyota Celica TCT (RA63)      |
| Argento | WRC Bandama Rallye           | 1985     | Hans Thorszelius | Toyota Celica TCT (RA63)      |
| Oro     | WRC Safari Rally             | 1984     | Hans Thorszelius | Toyota Celica TCT (RA63)      |
| Oro     | WRC Bandama Rallye           | 1983     | Hans Thorszelius | Toyota Celica TCT (RA63)      |
| Oro     | WRC Rally New Zealand        | 1982     | Hans Thorszelius | Toyota Celica TCT (RA63)      |
| Bronzo  | WRC Bandama Rallye           | 1982     | Hans Thorszelius |                               |
| Bronzo  | WRC Rallye de Portugal       | 1981     | Hans Thorszelius | Toyota Celica (RA40)          |
| Bronzo  | WRC Rallye Monte Carlo       | 1980     | Hans Thorszelius | Fiat 131 Abarth Rally         |
| Bronzo  | WRC Swedish Rally            | 1980     | Hans Thorszelius | Fiat 131 Abarth Rally         |
| Oro     | WRC Bandama Rallye           | 1980     | Hans Thorszelius | Mercedes W107                 |
| Argento | WRC Rallye Monte Carlo       | 1979     | Hans Thorszelius | Ford Escort (Mk2)             |
| Argento | WRC Swedish Rally            | 1979     | Hans Thorszelius | Ford Escort (Mk2)             |
| Argento | WRC Rallye de Portugal       | 1979     | Hans Thorszelius | Ford Escort (Mk2)             |
| Oro     | WRC Acropolis Rally          | 1979     | Hans Thorszelius | Ford Escort (Mk2)             |
| Bronzo  | WRC Rally of Finland         | 1979     | Claes Billstam   | Ford Escort (Mk2)             |
| Oro     | WRC Canadian Rally of Quebec | 1979     | Hans Thorszelius | Ford Escort (Mk2)             |
| Argento | WRC Bandama Rallye           | 1979     | Hans Thorszelius | Mercedes W107                 |
| Oro     | WRC Swedish Rally            | 1978     | Hans Thorszelius | Ford Escort (Mk2)             |
| Argento | WRC Rally of Great Britain   | 1978     | Hans Thorszelius | Ford Escort (Mk2)             |
| Argento | WRC Rallye de Portugal       | 1977     | Hans Thorszelius | Ford Escort (Mk2)             |
| Oro     | WRC Safari Rally             | 1977     | Hans Thorszelius | Ford Escort (Mk2)             |
| Oro     | WRC Acropolis Rally          | 1977     | Hans Thorszelius | Ford Escort (Mk2)             |
| Bronzo  | WRC Rally of Finland         | 1977     | Hans Thorszelius | Ford Escort (Mk2)             |
| Oro     | WRC Rally of Great Britain   | 1977     | Hans Thorszelius | Ford Escort (Mk2)             |
| Argento | WRC Rallye Monte Carlo       | 1976     | Hans Thorszelius | Ford Escort (Mk2)             |
| Oro     | WRC Rallye San Remo          | 1976     | Hans Thorszelius | Lancia Stratos                |
| Bronzo  | WRC Rally of Great Britain   | 1976     | Hans Thorszelius | Lancia Stratos                |
| Oro     | WRC Swedish Rally            | 1975     | Hans Thorszelius | Lancia Stratos                |
| Bronzo  | WRC Safari Rally             | 1975     | Hans Thorszelius | Lancia Stratos                |
| Oro     | WRC Rallye San Remo          | 1975     | Hans Thorszelius | Lancia Stratos                |
| Argento | WRC Safari Rally             | 1974     | Hans Thorszelius | Porsche 911 Carrera           |

## Risultati nel ICM/WRC
- 1970 -  Porsche - Porsche 911 S - 1º nel Rally di Monte Carlo, 1° nel Rally di Svezia, 1° nel Rally d'Austria, ritirato nel Rally dell'Acropoli e ritirato nel Rally di Gran Bretagna.
- 1971 -  Porsche - Porsche 914/6 e Porsche 911 S - 3° nel Rally di Monte Carlo, 4° nel Rally di Svezia, ritirato nel Safari Rally e 2° nel Rally di Gran Bretagna.
- 1972 -  Porsche e  Citroën - Porsche 911 S e Citroën SM Maserati - Ritirato nel Rally di Monte Carlo, 2° nel Rally di Svezia, ritirato nel Rally del Marocco e ritirato nel Rally dell'Acropoli.

| 1973 | Scuderia                                                                  | Vettura                                                                                             |     |   |     |     |   |     |  |  |   |     |  |   |  |  |  |  | Punti | Pos. |
| ---- | ------------------------------------------------------------------------- | --------------------------------------------------------------------------------------------------- | --- | - | --- | --- | - | --- |  |  | - | --- |  | - |  |  |  |  | ----- | ---- |
| 1973 | Svenska VW AB, Porsche System Engineering, Fiat SpA e BMW Motorsport GmbH | Fiat 124 Abarth Rally, Volkswagen Käfer 1302 S, Porsche 911 Carrera RS 2.7, BMW 2002 Tii e BMW 2002 | Rit | 6 | Rit | Rit | 6 | Rit |  |  | 4 | Rit |  | 7 |  |  |  |  |       |      |

| 1974 | Scuderia                                    | Vettura                                                                     |     |   |    |  |  |  |   |  |  |  |  |  |  |  |  |  | Punti | Pos. |
| ---- | ------------------------------------------- | --------------------------------------------------------------------------- | --- | - | -- |  |  |  | - |  |  |  |  |  |  |  |  |  | ----- | ---- |
| 1974 | Salvador Caetano / VIP e Dealer Team Toyota | Toyota Celica 1600 GT, Porsche 911, Opel Ascona e Toyota Corolla Levin TE27 | Rit | 2 | 10 |  |  |  | 4 |  |  |  |  |  |  |  |  |  |       |      |

| 1975 | Scuderia                                        | Vettura                                                              |  |   |   |     |     |     |  |   |  |    |  |  |  |  |  |  | Punti | Pos. |
| ---- | ----------------------------------------------- | -------------------------------------------------------------------- |  | - | - | --- | --- | --- |  | - |  | -- |  |  |  |  |  |  | ----- | ---- |
| 1975 | Lancia, Lancia Alitalia e Team Salvador Caetano | Lancia Stratos HF, Fiat 124 Abarth Rally e Toyota Corolla Levin TE27 |  | 1 | 3 | Rit | Rit | Rit |  | 1 |  | SQ |  |  |  |  |  |  |       |      |

| 1976 | Scuderia                 | Vettura                                      |   |     |  |     |     |  |  |   |  |   |  |  |  |  |  |  | Punti | Pos. |
| ---- | ------------------------ | -------------------------------------------- | - | --- |  | --- | --- |  |  | - |  | - |  |  |  |  |  |  | ----- | ---- |
| 1976 | Lancia Alitalia e Lancia | Lancia Stratos HF e Ford Escort RS 1800 MKII | 2 | Rit |  | Rit | Rit |  |  | 1 |  | 3 |  |  |  |  |  |  |       |      |

| 1977 | Scuderia            | Vettura                  |  |  |   |   |  |   |   |  |   |  |   |  |  |  |  |  | Punti | Pos. |
| ---- | ------------------- | ------------------------ |  |  | - | - |  | - | - |  | - |  | - |  |  |  |  |  | ----- | ---- |
| 1977 | Ford Motor Co. Ltd. | Ford Escort RS 1800 MKII |  |  | 2 | 1 |  | 1 | 3 |  | 5 |  | 1 |  |  |  |  |  |       |      |

| 1978 | Scuderia                                         | Vettura                                |  |   |   |   |  |  |  |  |  |  |   |  |  |  |  |  | Punti | Pos. |
| ---- | ------------------------------------------------ | -------------------------------------- |  | - | - | - |  |  |  |  |  |  | - |  |  |  |  |  | ----- | ---- |
| 1978 | Ford Motor Co. Ltd., Martini Racing e Eaton Yale | Ford Escort RS 1800 MKII e Porsche 911 |  | 1 | 4 | ? |  |  |  |  |  |  | 2 |  |  |  |  |  |       |      |

| 1979 | Scuderia                                                                         | Vettura                                          |   |   |   |   |   |  |   |   |  |  |   |   |  |  |  |  | Punti | Pos. |
| ---- | -------------------------------------------------------------------------------- | ------------------------------------------------ | - | - | - | - | - |  | - | - |  |  | - | - |  |  |  |  | ----- | ---- |
| 1979 | Ford Motor Co. Ltd., D.T. Dobie / Daimler-Benz, Rothmans Rally Team e Eaton Yale | Ford Escort RS 1800 MKII e Mercedes-Benz 450 SLC | 2 | 2 | 2 | 6 | 1 |  | 3 | 1 |  |  | 9 | 2 |  |  |  |  | 112   | 1º   |

| 1980 | Scuderia | Vettura                                                                                      |   |   |   |    |     |     |  |   |  |  |     |   |  |  |  |  | Punti | Pos. |
| ---- | --- | -------------------------------------------------------------------------------------------- | - | - | - | -- | --- | --- |  | - |  |  | --- | - |  |  |  |  | ----- | ---- |
| 1980 | Fiat Italia, Fiat Sweden, C. Santos - Mercedes, D.T. Dobie / Daimler-Benz, Daimler-Benz, Cable-Price Corp., Toyota Team Great Britain e SEACI | Fiat 131 Abarth, Mercedes-Benz 450 SLC, Mercedes-Benz 500 SLC e Toyota Celica 2000 GT (RA40) | 3 | 3 | 4 | 10 | Rit | Rit |  | 5 |  |  | Rit | 1 |  |  |  |  | 63    | 3º   |

| 1981 | Scuderia                                                                        | Vettura |   |  |   |  |     |     |  |  |   |  |     |     |  |  |  |  | Punti | Pos. |
| ---- | ------------------------------------------------------------------------------- | --- | - |  | - |  | --- | --- |  |  | - |  | --- | --- |  |  |  |  | ----- | ---- |
| 1981 | Publimmo Racing, Toyota Team Europe, Premoto Toyota e Toyota Team Great Britain | Ford Escort RS 1800 MKII, Toyota Celica 2000 GT (RA45), Toyota Celica 2000 GT (RA40) e Toyota Celica 2000 GT | 8 |  | 3 |  | Rit | Rit |  |  | 9 |  | Rit | Rit |  |  |  |  | 17    | 18º  |

| 1982 | Scuderia                                                                                            | Vettura                                |    |  |     |  |  |  |   |  |  |  |   |   |  |  |  |  | Punti | Pos. |
| ---- | --------------------------------------------------------------------------------------------------- | -------------------------------------- | -- |  | --- |  |  |  | - |  |  |  | - | - |  |  |  |  | ----- | ---- |
| 1982 | Porsche Alméras, Toyota Team Europe, Toyota New Zealand, Premoto Toyota e Toyota Team Great Britain | Porsche 911 SC e Toyota Celica 2000 GT | 92 |  | Rit |  |  |  | 1 |  |  |  | 3 | 7 |  |  |  |  | 36    | 6º   |

| 1983 | Scuderia                                                                        | Vettura                                        |  |  |  |  |  |  |  |  |    |     |   |     |  |  |  |  | Punti | Pos. |
| ---- | ------------------------------------------------------------------------------- | ---------------------------------------------- |  |  |  |  |  |  |  |  | -- | --- | - | --- |  |  |  |  | ----- | ---- |
| 1983 | Toyota Team Europe, Pro Motor Sport, Premoto Toyota e Toyota Team Great Britain | Toyota Celica Twin-Cam Turbo e Ferrari 308 GTB |  |  |  |  |  |  |  |  | 12 | Rit | 1 | Rit |  |  |  |  | 20    | 11º  |

| 1984 | Scuderia                                                                             | Vettura                      |  |  |     |   |  |  |   |  |     |  |  |     |  |  |  |  | Punti | Pos. |
| ---- | ------------------------------------------------------------------------------------ | ---------------------------- |  |  | --- | - |  |  | - |  | --- |  |  | --- |  |  |  |  | ----- | ---- |
| 1984 | Toyota Team Europe, Westlands Motors, Toyota New Zealand e Toyota Team Great Britain | Toyota Celica Twin-Cam Turbo |  |  | Rit | 1 |  |  | 5 |  | Rit |  |  | Rit |  |  |  |  | 28    | 8º   |

| 1985 | Scuderia                                                                  | Vettura                      |  |  |  |   |  |  |     |  |   |  |   |     |  |  |  |  | Punti | Pos. |
| ---- | ------------------------------------------------------------------------- | ---------------------------- |  |  |  | - |  |  | --- |  | - |  | - | --- |  |  |  |  | ----- | ---- |
| 1985 | Westlands Motors, Toyota New Zealand, Toyota Team Europe e Premoto Toyota | Toyota Celica Twin-Cam Turbo |  |  |  | 2 |  |  | Rit |  | 7 |  | 2 | Rit |  |  |  |  | 34    | 8º   |

| 1986 | Scuderia           | Vettura                      |  |  |  |   |  |  |  |  |  |   |  |  |   |  |  |  | Punti | Pos. |
| ---- | ------------------ | ---------------------------- |  |  |  | - |  |  |  |  |  | - |  |  | - |  |  |  | ----- | ---- |
| 1986 | Toyota Team Europe | Toyota Celica Twin-Cam Turbo |  |  |  | 1 |  |  |  |  |  | 1 |  |  | 5 |  |  |  | 48    | 4º   |

| 1987 | Scuderia           | Vettura                           |  |  |  |     |  |  |   |  |  |  |     |  |  |  |  |  | Punti | Pos. |
| ---- | ------------------ | --------------------------------- |  |  |  | --- |  |  | - |  |  |  | --- |  |  |  |  |  | ----- | ---- |
| 1987 | Toyota Team Europe | Toyota Supra e Toyota Supra Turbo |  |  |  | Rit |  |  | 6 |  |  |  | Rit |  |  |  |  |  | 6     | 36º  |

| 1988 | Scuderia                                       | Vettura                                         |  |  |  |   |  |     |  |  |  |  |  |  |   |  |  |  | Punti | Pos. |
| ---- | ---------------------------------------------- | ----------------------------------------------- |  |  |  | - |  | --- |  |  |  |  |  |  | - |  |  |  | ----- | ---- |
| 1988 | Toyota Team Europe e Toyota Team Great Britain | Toyota Supra Turbo e Toyota Celica GT-4 (ST165) |  |  |  | 7 |  | Rit |  |  |  |  |  |  | 3 |  |  |  | 16    | 17º  |

| 1989 | Scuderia                               | Vettura                                         |     |  |     |   |  |  |  |  |  |  |  |  |  |  |  |  | Punti | Pos. |
| ---- | -------------------------------------- | ----------------------------------------------- | --- |  | --- | - |  |  |  |  |  |  |  |  |  |  |  |  | ----- | ---- |
| 1989 | Toyota Team Europe e Toyota Team Kenya | Toyota Celica GT-4 (ST165) e Toyota Supra Turbo | Rit |  | Rit | 4 |  |  |  |  |  |  |  |  |  |  |  |  | 10    | 29º  |

| 1990 | Scuderia          | Vettura                    |  |  |   |  |  |  |  |  |  |  |  |  |  |  |  |  | Punti | Pos. |
| ---- | ----------------- | -------------------------- |  |  | - |  |  |  |  |  |  |  |  |  |  |  |  |  | ----- | ---- |
| 1990 | Toyota Team Kenya | Toyota Celica GT-4 (ST165) |  |  | 1 |  |  |  |  |  |  |  |  |  |  |  |  |  | 20    | 12º  |

| 1991 | Scuderia     | Vettura                    |  |  |  |   |  |  |  |  |  |  |  |  |  |  |  |  | Punti | Pos. |
| ---- | ------------ | -------------------------- |  |  |  | - |  |  |  |  |  |  |  |  |  |  |  |  | ----- | ---- |
| 1991 | Toyota Kenya | Toyota Celica GT-4 (ST165) |  |  |  | 4 |  |  |  |  |  |  |  |  |  |  |  |  | 10    | 26º  |

| 1992 | Scuderia       | Vettura                   |  |  |  |     |  |  |  |  |  |  |  |  |  |  |  |  | Punti | Pos. |
| ---- | -------------- | ------------------------- |  |  |  | --- |  |  |  |  |  |  |  |  |  |  |  |  | ----- | ---- |
| 1992 | Martini Racing | Lancia Delta HF Integrale |  |  |  | Rit |  |  |  |  |  |  |  |  |  |  |  |  | 0     |      |

| Legenda | 1º posto | 2º posto | 3º posto | A punti | Senza punti | Ritirato | Squalificato | NP=Non partito C=Gara cancellata | Apice=Power stage |